# Paul Pflock
Paul Pflock (* 23. Juli 1920 in Barnstädt; † 2012) war ein deutscher Landwirt und Politiker der DDR-Blockpartei Liberal-Demokratische Partei Deutschlands (LDPD).

## Leben
Pflock war der Sohn eines Landwirts aus der preußischen Provinz Sachsen. Nach dem Schulbesuch absolvierte er von 1934 bis 1939 eine landwirtschaftliche Lehre und war im Anschluss bis zur Einberufung zur Wehrmacht in der Landwirtschaft seiner Eltern tätig. Gegen Kriegsende geriet er in sowjetische Kriegsgefangenschaft, aus der er 1946 entlassen wurde. Er kehrte nach Barnstädt zurück, wo er wieder als Landwirt tätig wurde und später Viehwirtschaftsbrigadier in der dortigen Landwirtschaftlichen Produktionsgenossenschaft (LPG) „Sieg des Sozialismus“ wurde. 

## Politik
Er trat 1946 der in der Sowjetischen Besatzungszone neugegründeten LDPD bei und wurde im gleichen Jahr Bürgermeister der Gemeinde Barnstädt. Bei den Wahlen zur Volkskammer der DDR war Pflock Kandidat der Nationalen Front der DDR und von 1950 bis 1971 Mitglied der LDPD-Fraktion in der Volkskammer. 